# Ленка Вєнерова
Ленка Вєнерова (словац. Lenka Wienerová; нар. 23 квітня 1988) — колишня словацька тенісистка.
Найвищу одиночну позицію світового рейтингу — 128 місце досягла 10 серпня 2009, парну — 158 місце — 2 квітня 2012 року.
Здобула 10 одиночних та 11 парних титулів туру ITF.

## Фінали ITF
| турніри $100,000 |
| турніри $75,000  |
| турніри $50,000  |
| турніри $25,000  |
| турніри $10,000  |

### Одиночний розряд: 19 (10–9)
| Результат | Ранг | Дата           | Турнір                   | Покриття | Суперниця           | Рахунок        |
| --------- | ---- | -------------- | ------------------------ | -------- | ------------------- | -------------- |
| Перемога  | 1.   | 18 квітня 2006 | ITF Бол, Хорватія        | Ґрунт    | Діяна Стоїч         | 6–2, 6–0       |
| Поразка   | 1.   | 17 липня 2006  | ITF Звевегем, Бельгія    | Ґрунт    | Ліна Станчюте       | 1–6, 2–6       |
| Поразка   | 2.   | 28 серпня 2006 | ITF Відень, Австрія      | Ґрунт    | Сандра Мартинович   | w/o            |
| Перемога  | 2.   | 29 травня 2007 | Macha Lake Open, Чехія   | Ґрунт    | Крістіна Штаєрт     | 6–4, 6–2       |
| Перемога  | 3.   | 19 червня 2007 | ITF Alkmaar, Нідерланди  | Ґрунт    | Ольга Брозда        | 6–3, 4–6, 6–4  |
| Поразка   | 3.   | 16 липня 2007  | ITF Звевегем, Бельгія    | Ґрунт    | Петра Цетковська    | 1–6, 7–5, 0–6  |
| Перемога  | 4.   | 13 серпня 2007 | ITF Коксейде, Бельгія    | Ґрунт    | Клер де Губернатіс  | 6–1, 6–4       |
| Поразка   | 4.   | 12 травня 2008 | ITF Щецин, Польща        | Ґрунт    | Барбора Стрицова    | 4–6, 2–6       |
| Перемога  | 5.   | 11 серпня 2008 | ITF Палич, Сербія        | Ґрунт    | Каталін Мароші      | 7–5, 7–66      |
| Перемога  | 6.   | 25 серпня 2008 | ITF Катовиці, Польща     | Ґрунт    | Анастасія Севастова | 6–3, 6–2       |
| Перемога  | 7.   | 8 вересня 2008 | Ruse Open, Болгарія      | Ґрунт    | Ксенія Первак       | 6–4, 6–4       |
| Перемога  | 8.   | 29 червня 2009 | ITF Істад, Швеція        | Ґрунт    | Мелані Клаффнер     | 6–1, 7–63      |
| Перемога  | 9.   | 26 червня 2010 | ITF Kristinehamn, Швеція | Ґрунт    | Жаклін Како         | 6–2, 3–6, 7–62 |
| Поразка   | 5.   | 20 лютого 2011 | ITF Серпрайз, США        | Тверде   | Моніка Пуїг         | 4–6, 0–6       |
| Поразка   | 6.   | 18 липня 2011  | ITF Рексем, Уельс        | Тверде   | Зара Гронерт        | 4–6, 4–6       |
| Поразка   | 7.   | 12 лютого 2012 | ITF Ранчо-Міраж, США     | Тверде   | Джоанна Конта       | 0–6, 4–6       |
| Перемога  | 10.  | 23 лютого 2014 | ITF Анталія, Туреччина   | Ґрунт    | Чжу Лінь            | 5–7, 6–4, 6–4  |
| Поразка   | 8.   | 14 червня 2015 | ITF Адана, Туреччина     | Ґрунт    | Ліза Сабіно         | 2–6, 1–6       |
| Поразка   | 9.   | 21 червня 2015 | ITF Тарс, Туреччина      | Ґрунт    | Ліна Джорческа      | 2–6, 4–6       |

### Парний розряд: 25 (11–14)
| Результат | Ранг | Дата              | Турнір                     | Покриття | Партнерка                       | Суперниці                                 | Рахунок           |
| --------- | ---- | ----------------- | -------------------------- | -------- | ------------------------------- | ----------------------------------------- | ----------------- |
| Перемога  | 1.   | 19 вересня 2005   | ITF Чіампіно, Італія       | Ґрунт    | Ленка Брошова                   | Раффаелла Бінді Анналіза Бона             | 6–4, 6–4          |
| Поразка   | 1.   | 17 жовтня 2005    | ITF Дубровник, Хорватія    | Ґрунт    | Ленка Брошова                   | Ваня Чорович Тина Обрез                   | 4–6, 2–6          |
| Перемога  | 2.   | 25 серпня 2008    | ITF Катовиці, Польща       | Ґрунт    | Анастасія Севастова             | Кароліна Косіньська Александра Росольська | 5–7, 6–3, [10–3]  |
| Поразка   | 2.   | 22 березня 2010   | ITF Namagan, Узбекистан    | Тверде   | Кароліна Косіньська             | Христина Антонійчук Ксенія Ликіна         | 3–6, 7–5, [8–10]  |
| Поразка   | 3.   | 12 квітня 2010    | ITF Каїр, Єгипет           | Ґрунт    | Ксенія Мілевська                | Ева Бірнерова Рената Ворачова             | 6–74, 4–6         |
| Перемога  | 3.   | 7 червня 2010     | ITF Будапешт, Угорщина     | Ґрунт    | Теодора Мирчич                  | Анна Лідавару Флоренсія Молінеро          | 6–0, 6–2          |
| Поразка   | 4.   | 9 серпня 2010     | ITF Трнава, Словаччина     | Ґрунт    | Міхаела Гончова                 | Івета Герлова Луціє Кріґсманнова          | 2–6, 1–6          |
| Перемога  | 4.   | 18 квітня 2011    | ITF Дотан, США             | Ґрунт    | Валерія Соловйова               | Гейді Ель Табах Алісон Ріск               | 6–3, 6–4          |
| Перемога  | 5.   | 2 травня 2011     | ITF Індіан-Гарбор-Біч, США | Ґрунт    | Альона Сотникова                | Крістіна Фусано Алекса Ґлетч              | 6–4, 6–3          |
| Перемога  | 6.   | 11 липня 2011     | ITF Звевегем, Бельгія      | Ґрунт    | Марина Заневська                | Кім Кілсдонк Ніколетте ван Ейтерт         | 6–4, 3–6, [10–7]  |
| Поразка   | 5.   | 18 липня 2011     | ITF Рексем, Уельс          | Тверде   | Мелані Саут                     | Анна Фіцпатрік Джейд Віндлі               | 2–6, 6–4, 4–6     |
| Поразка   | 6.   | 1 серпня 2011     | ITF Трнава, Словаччина     | Тверде   | Яна Чепелова                    | Жанетта Гусарова Рената Ворачова          | 6–7, 1–6          |
| Поразка   | 7.   | 6 лютого 2012     | ITF Ранчо-Міраж, США       | Тверде   | Соловйова Валерія Олександрівна | Екатеріне Горгодзе Сопія Шапатава         | 2–6, 6–3, [6–10]  |
| Перемога  | 7.   | 12 березня 2012   | ITF Поса-Ріка, Мексика     | Тверде   | Яна Чепелова                    | Марія Елена Камерін Марія Коритцева       | 7–5, 2–6, [10–3]  |
| Перемога  | 8.   | 11 червня 2012    | ITF Craiova, Румунія       | Ґрунт    | Рената Ворачова                 | Паула Каня Ірина Хромачова                | 2–6, 6–3, [10–6]  |
| Поразка   | 8.   | 25 червня 2012    | ITF Істад, Швеція          | Тверде   | Оксана Калашникова              | Магда Лінетт Катажина Пітер               | 3–6, 3–6          |
| Перемога  | 9.   | 23 липня 2012     | ITF Рексем, Уельс          | Тверде   | Ніколь Роттманн                 | Хіґуті Юка Хіроно Ватанабе                | 6–1, 6–1          |
| Поразка   | 9.   | 25 листопада 2013 | ITF Monterrey, США         | Тверде   | Інді де Вроме                   | Флоренсія Молінеро Лаура Пігоссі          | 5–7, 5–7          |
| Поразка   | 10.  | 1 серпня 2014     | ITF Михайлівці, Словаччина | Тверде   | Анна Каталіна Алзате Есмурзаєва | Кароліна Чехова Нікола Горакова           | 6–7, 3–6          |
| Поразка   | 11.  | 9 серпня 2014     | Telavi Open, Джорджія      | Ґрунт    | Індія Маґґен                    | Юстіна Мікулскіте Агне Чепеліте           | 1–6, 5–7          |
| Поразка   | 12.  | 22 вересня 2014   | ITF Хуарес, Мексика        | Ґрунт    | Іоана Лоредана Рошка            | Маріана Дуке-Маріньо Лаура Пігоссі        | 1–6, 6–3, [4–10]  |
| Поразка   | 13.  | 25 жовтня 2014    | ITF Вікторія, Мексика      | Тверде   | Кароліна Бетанкурт              | Патріція Марія Ціг Марія Фернанда Алвеш   | 1–6, 2–6          |
| Поразка   | 14.  | 11 січня 2015     | ITF Анталія, Туреччина     | Тверде   | Анне Шефер                      | Аніта Гусарич Деніелл Міллс               | 4–6, 6–4, [10–12] |
| Перемога  | 10.  | 18 січня 2015     | ITF Анталія, Туреччина     | Тверде   | Анне Шефер                      | Одре Албіе Аліс Бакі                      | 6–4, 6–4          |
| Перемога  | 11.  | 28 лютого 2015    | ITF Анталія, Туреччина     | Ґрунт    | Меліс Сезер                     | Поліна Новосьолова Ірина Шиманович        | 6–2, 6–2          |